# Reggenza di Klaten
La reggenza di Klaten (in indonesiano: Kabupaten Klaten) è una reggenza dell'Indonesia, situata nella provincia di Giava Centrale.